# Guardia del corpo (serie televisiva)
Guardia del corpo (Pointman) è una serie televisiva statunitense in 22 episodi trasmessi per la prima volta nel corso di una sola stagione nel 1995. La serie fu anticipata da un film per la televisione pilota, Sorveglianza ravvicinata (Pointman), trasmesso il 25 gennaio 1994.

## Trama
Nel film pilota, l'investitore finanziario Nicholas Constantine 'Connie' Harper viene condannato e mandato in prigione per frode. Dopo aver scontato la pena, decide di esaudire le richieste di un ex compagno di cella di proteggere sua sorella, Rosie, una stilista, che viene minacciata da un trafficante di diamanti. Alla fine Connie decide di proteggere le persone diventando guardia del corpo con base allo Spanish Pete, un locale della Florida con vista sul mare.

## Personaggi e interpreti
- Constantine 'Connie' Harper (22 episodi, 1995), interpretato da Jack Scalia.
- Vivian (5 episodi, 1995), interpretata da Sandra Thigpen.
- Sara Lee (5 episodi, 1995), interpretata da Karen Trella.
- Leonard (3 episodi, 1995), interpretato da Jaime Cardriche.
- Jennifer (3 episodi, 1995), interpretata da Kathy Trageser.
- Ellie (3 episodi, 1995), interpretata da Kristin Bauer van Straten.
- Marcie Fry (2 episodi, 1995), interpretata da Cindy Ambuehl.
- Don Luigi Vito (2 episodi, 1995), interpretato da Louis Giambalvo.
- Daryl (2 episodi, 1995), interpretato da Steve Howard.
- Phoenix (2 episodi, 1995), interpretato da Steve Santosusso.
- Millie (2 episodi, 1995), interpretata da Jocelyn Seagrave.
- Detective (2 episodi, 1995), interpretato da Michael Wayne Thomas.
- Hank Ducare (2 episodi, 1995), interpretato da Chuck Waters.
- Ufficiale Dawson (2 episodi, 1995), interpretato da Steve Zurk.

## Produzione
La serie, ideata da Maurice Hurley e Joel Surnow, fu prodotta da Randy Nelson e girata a Jacksonville in Florida. Le musiche furono composte da Mike Post.

### Registi
Tra i registi sono accreditati:
- Jon Cassar in 5 episodi (1995)
- Richard Compton in 3 episodi (1995)
- Linda Hassani in 3 episodi (1995)
- Cliff Bole in 2 episodi (1995)
- Geoffrey Nottage in 2 episodi (1995)

### Sceneggiatori
Tra gli sceneggiatori sono accreditati:
- Steve Hattman in 7 episodi (1995)
- Maurice Hurley in 6 episodi (1995)
- Marvin Kupfer in 3 episodi (1995)
- Jerry Patrick Brown in 2 episodi (1995)
- Bill Froehlich in 2 episodi (1995)
- Shelly Goldstein in 2 episodi (1995)
- Joel Surnow

## Distribuzione
La serie fu trasmessa negli Stati Uniti dal 23 gennaio 1995 al 27 novembre 1995 in syndication. In Italia è stata trasmessa nel 1998 su RaiDue con il titolo Guardia del corpo.
Alcune delle uscite internazionali sono state:
- negli Stati Uniti il 23 gennaio 1995 (Pointman)
- in Ungheria il 26 ottobre 2003 (Kulcsember)
- in Portogallo (O Guarda-Costas)
- in Germania (Pointman)
- in Italia (Guardia del corpo)

## Episodi
| Stagione       | Episodi | Prima TV USA |
| -------------- | ------- | ------------ |
| Prima stagione | 22      | 1995         |